# Julián Illanes
Julián Illanes Minucci (Córdoba, Argentina, 10 de marzo de 1997) es un futbolista argentino. Juega de defensa en el Carrarese de la Serie B de Italia, adquirido desde el Avellino en el año 2024 a título definitivo. 

## Trayectoria
Comenzó su carrera en Instituto de Córdoba, club donde llegó a las inferiores a los 10 años. Debutó a nivel adulto el 23 de julio de 2014 ante Arsenal de Sarandí en la Copa Argentina. Illanes anotó su primer gol profesional en febrero de 2016 a Estudiantes de San Luis. El 15 de marzo de 2016 jugó su primer clásico oficial contra Talleres, el resultado fue 1-1 y la actuación de Illanes destacó con 11 cierres buenos, cuatro de estos a Nazareno Solís. El defensor dejó el club al término de la temporada 2016.
El 18 de enero de 2017 la Fiorentina italiana fichó al jugador. Fue enviado a préstamo a Argentinos Juniors en julio de 2018, cesión que terminó en enero del año siguiente y no debutó con el club.
El 20 de agosto de 2019 fue enviado a préstamo a la U. S. Avellino de la Serie C. En septiembre de 2020 volvió a ser cedido, marchándose en esta ocasión a la A. C. ChievoVerona. El 11 de enero de 2021 el conjunto veronés anunció su regreso a la U. S. Avellino hasta final de temporada.
En julio de 2021 se acabó desvinculando de la A. C. F. Fiorentina y se marchó al Delfino Pescara 1936.
Luego de un año en Delfino Pescara 1936 donde se consolidó como titular y defensor central referente dentro de la categoría, es transferido a la U. S. Avellino de forma definitiva para ser cedido a préstamo a Novara hasta final de temporada.
A partir del 2023, conforma la plantilla del Carrarese integrando el equipo de la temporada 2023/2024 dónde ha logrado el ascenso a Serie B luego de 76 años.

## Estadísticas
Actualizado al último partido disputado el 3 de junio de 2024.
| Instituto de Córdoba Argentina          | 2.ª           | 2014          | 1   | 0 | 2 | 0 | - | - | 3   | 0 |
| Instituto de Córdoba Argentina          | 2.ª           | 2015          | 2   | 0 | 1 | 0 | - | - | 3   | 0 |
| Instituto de Córdoba Argentina          | 2.ª           | 2016          | 19  | 1 | 0 | 0 | - | - | 19  | 1 |
| Instituto de Córdoba Argentina          | Total club    | Total club    | 22  | 1 | 3 | 0 | 0 | 0 | 25  | 1 |
| U. S. Avellino 1912 · Italia            | 3.ª           | 2019-20       | 28  | 1 | 0 | 0 | - | - | 28  | 1 |
| U. S. Avellino 1912 · Italia            | 3.ª           | 2020-21       | 23  | 0 | 0 | 0 | - | - | 23  | 0 |
| U. S. Avellino 1912 · Italia            | 3.ª           | 2022-23       | 8   | 1 | 0 | 0 | - | - | 8   | 1 |
| U. S. Avellino 1912 · Italia            | Total club    | Total club    | 59  | 2 | 0 | 0 | 0 | 0 | 59  | 2 |
| Chievo (préstamo) · Italia              | 2.ª           | 2020-21       | 0   | 0 | 1 | 0 | - | - | 1   | 0 |
| Chievo (préstamo) · Italia              | Total club    | Total club    | 0   | 0 | 1 | 0 | 0 | 0 | 1   | 0 |
| Pescara · Italia                        | 3.ª           | 2021-22       | 29  | 1 | 0 | 0 | - | - | 29  | 1 |
| Pescara · Italia                        | Total club    | Total club    | 29  | 1 | 0 | 0 | 0 | 0 | 29  | 1 |
| Novara · (préstamo) · Italia            | 3.ª           | 2022-23       | 14  | 0 | 0 | 0 | - | - | 14  | 0 |
| Novara · (préstamo) · Italia            | Total club    | Total club    | 14  | 0 | 0 | 0 | 0 | 0 | 14  | 0 |
| Carrarese · Italia                      | 3.ª           | 2023-24       | 37  | 1 | 0 | 0 | - | - | 37  | 1 |
| Carrarese · Italia                      | 2.ª           | 2024-25       | 31  | 1 | 2 | 0 | - | - | 33  | 1 |
| Carrarese · Italia                      | Total club    | Total club    | 68  | 2 | 2 | 0 | 0 | 0 | 70  | 2 |
| Total carrera                           | Total carrera | Total carrera | 177 | 6 | 6 | 0 | 0 | 0 | 194 | 6 |
| (1) Incluye datos de la Copa Argentina. |               |               |     |   |   |   |   |   |     |   |